# 忠岡町立忠岡中学校
忠岡町立忠岡中学校（ただおかちょうりつ ただおかちゅうがっこう）は、大阪府泉北郡忠岡町にある公立中学校。
1947年の学制改革に伴い、忠岡町立忠岡中学校として創立した。当初は忠岡町立小学校（現在の忠岡町立忠岡小学校）に併設されていたが、1947年9月に忠岡町忠岡125番地の現在地に移転している。
学校敷地は、当時の忠岡町長が経営していた農機具製作所から町に寄付されたものである。

## 通学区域
- 泉北郡忠岡町 全域。（忠岡町立忠岡小学校・忠岡町立東忠岡小学校の通学区域）

## 出身者
- 西谷岳文 - 競輪選手、元ショートトラックスピードスケート選手
- 前田健太 - プロ野球選手[1]

## 交通
- 南海本線 忠岡駅 南西へ約100m。